# Кэхилл, Джейсон
Джейсон Кэхилл (англ. Jason Cahill) — американский телесценарист и продюсер, который наиболее известен по своей работе в признанном сериале канала HBO «Клан Сопрано» и научно-фантастическому сериалу канала FOX «Грань».

## Карьера
Джейсон Кэхилл начал свою карьеру сценариста с короткого сериала канала CTV под названием «Два» в 1996 году и тогда он перешёл на телестудию канала NBC, где он способствовал написанию сценариев к сериалам «Скорая помощь» и «Профайлер», где он также работал исполнительным монтажёром историй. Он также работал над такими сериалами как «Полиция Нью-Йорка» и «Поверхность».

## «Клан Сопрано»
- «Медоулендс» / Meadowlands (1.04)
- «Бока» / Boca (1.09) (вместе с Робин Грин и Митчеллом Бёрджессом)
- «Парень идёт к психиатру...» / Guy Walks Into a Psychiatrist's Office... (2.01)

## «Грань»
- «Подзарядка» / Power Hungry (1.05) (вместе с сосценаристом и соисполнительным продюсером Джулией Чо)
- «Безопасность» / Safe (1.10) (вместе с сосценаристом и соисполнительным продюсером Дэвидом Х. Гудменом)